# Tirana Internationale Lufthavn Nënë Tereza
Tirana Internationale Lufthavn Nënë Tereza (albansk: Aeroporti Ndërkombëtar i Tiranës Nënë Tereza), ofte kendt som Rinas Lufthavn, er en af de to vigtigste internationale lufthavne i Albanien. Lufthavnen betjener hovedstaden Tirana og dens omkringliggende region. Den er opkaldt efter den albanskfødte katolske nonne og missionær Moder Teresa (1910–1997).
Lufthavnen ligger ca. 11 kilometer nordvest for Tirana, i kommunen Krujë i præfekturet Durrës.
Tirana Internationale Lufthavn fungerer som knudepunkt for Air Albania og Wizz Air. I 2024 passerede lufthavnen 10 millioner passagerer og er dermed en af de travleste i Balkan-regionen.

## Historie

### Tidlige år
Den nuværende lufthavn blev opført mellem 1955 og 1957, men Tirana havde allerede inden da haft luftforbindelser. Den første kommercielle lufttrafik i Albanien begyndte i 1926 med det tyske selskab Adria-Aero-Lloyd, som forbandt byer som Tirana, Shkodër, Korçë og Vlorë. I 1935 overtog det italienske selskab Ala Littoria ruterne og udvidede dem.
I 1938 begyndte det jugoslaviske flyselskab Aeroput flyvninger mellem Tirana og Beograd, via Dubrovnik.
Under kommunistregimet var international flytrafik begrænset. Der var enkelte forbindelser til Østeuropa, herunder Budapest og Moskva. I 1970’erne var Tirana en af de få europæiske byer med en forbindelse til Beijing med kinesiske CAAC Airlines.
Efter kommunismens fald i Albanien i 1991 steg antallet af flyvninger og passagerer markant. I 1999 blev der registreret 8.249 flyvninger og 356.823 passagerer – syv gange så mange som i 1991.

### Modernisering og udvidelse
I 2005 overtog det tyske selskab Hochtief AirPort driften af lufthavnen som en del af en 20-årig koncessionsaftale. Dette omfattede opførelse af en ny terminal, adgangsveje og parkeringspladser.
Terminalbygningen blev designet af den malaysiske arkitekt Hin Tan og åbnede i 2007. Kapaciteten blev gradvist udvidet, og i 2016 nåede passagertallet 2 millioner.
I 2023 passerede passagertallet 7,2 millioner – en stigning på 40 % i forhold til 2022 og 117 % sammenlignet med 2019. I 2024 fortsatte udviklingen i passagertallet til 10,7 millioner

### Ejerforhold
I 2017 overtog det kinesiske selskab China Everbright Limited ejerskabet af lufthavnen. I december 2020 købte det albanske Kastrati Group alle aktier for 71 millioner euro.